# Конфликты в храме Гроба Господня

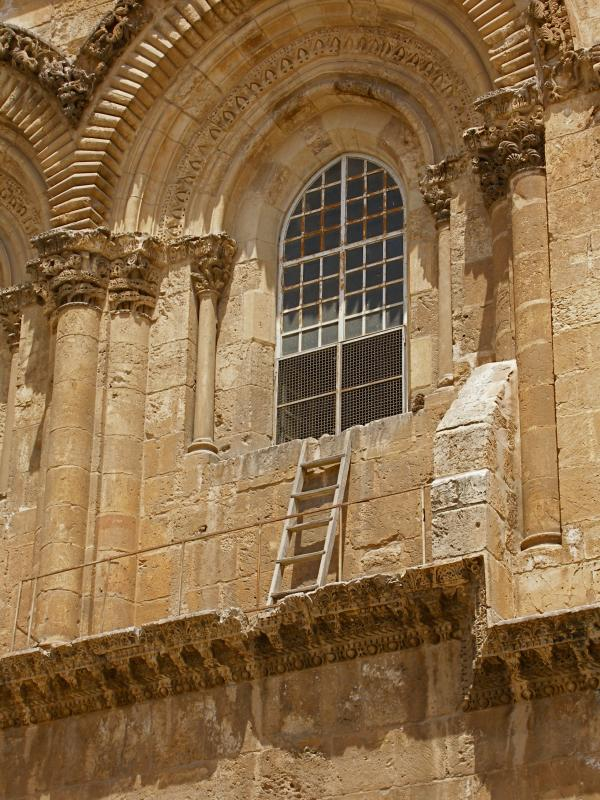
Недвижимая лестница, фасад храма.

Конфликты на территории храма Гроба Господня возникают по той причине, что его помещениями, включая алтари и почитаемые святыни, владеют:
- Иерусалимская православная церковь
- Римско-католическая церковь
- Армянская апостольская церковь
- Коптская православная церковь
- Сирийская православная церковь
- Эфиопская православная церковь

Представителям каждой из конфессий принадлежат свои определённые приделы храмового комплекса и между ними распределены часы для молитв. Разделение территории происходило в период XVI-XIX веков и из-за наличия неоднозначностей часто приводит к спорам и конфликтам.
Русские путешественники XVIII и XIX веков описывали происходившие драки. Представители русской духовной миссии на Святой Земле Порфирий Успенский и архимандрит Антонин (Капустин) в своих книгах подробно описывают конфликты между конфессиями.
Эти конфликты являлись следствием более ранних глубоких доктринальных и политических разногласий, которые раскололи ещё в XI веке ранее единую христианскую Церковь на восточную и западную. В XI веке Иерусалим завоевали крестоносцы, и закончился многовековой период монопольного контроля Византийской церкви над святыми местами. Из Рима в Иерусалим был прислан латинский патриарх, а восточные христиане были смещены со всех ключевых должностей.
На протяжении долгого времени продолжается конфликт между эфиопскими и коптскими священниками, который делает невозможным укрепление крыши. В связи с этим архиепископ Эфиопской церкви в Иерусалиме Матиас (Matthias) обратился в министерство внутренних дел Израиля с просьбой о помощи.
В 1977 году греческий дьякон поставил аналой за черту, которая отделяла армянскую часть храма от греческой. Началась рукопашная схватка. В 2008 году во время празднования Вербного воскресенья у входа в храм произошла серьёзная драка, пострадали католические монахи-францисканцы.

## Методы предотвращения конфликтов
В Османской империи охрана порядка в храме была возложена на турецких солдат. В настоящее время порядок охраняет полиция Израиля. Ключи от храма Гроба Господня с 1109 г. хранятся в арабско-мусульманской семье Джауде, а право отпирать и запирать двери храма этими ключами принадлежит другой мусульманской семье, Нусейбе. Эти права и сами ключи передаются по наследству от отца к сыну.